# Scott Rice
Pour les articles homonymes, voir Rice.
Scott Adam Rice (né le 21 septembre 1981 à Simi Valley, Californie, États-Unis) est un lanceur de relève gaucher des Ligues majeures de baseball.

## Carrière

### Ligues mineures et baseball indépendant
Scott Rice, un grand lanceur gaucher de 6′ 6″ (1,98 m), est un choix de première ronde des Orioles de Baltimore. Il est le 44e joueur sélectionné en 1999 et un choix que les Orioles reçoivent en compensation de la perte de l'agent libre Eric Davis. Il débute la même année en ligues mineures, lançant une carrière professionnelle qui ne l'amènera que 14 ans plus tard jusqu'aux Ligues majeures. Rice évolue dans les mineures pour Baltimore jusqu'en 2006, atteignant le niveau AAA avec les Lynx d'Ottawa, club-école des Orioles dans la Ligue internationale. Au cours des années qui suivent, Rice une blessure aux tendons fléchisseurs du coude et subit une opération en 2008. Il alterne entre les ligues mineures où il évolue pour des clubs affiliés aux Rangers du Texas (2007), aux Padres de San Diego (2009), aux Rockies du Colorado (2010) et aux Dodgers de Los Angeles (2011-2012), et le baseball indépendant. Il passe par trois clubs de l'Atlantic League non affiliés à des franchises du baseball majeur : les Ducks de Long Island en 2008, les Bears de Newark en 2009 et le Revolution de York en 2011.

### Mets de New York
Le 16 novembre 2012, Rice est mis sous contrat par les Mets de New York. Invité au camp d'entraînement du printemps suivant, il se fait remarquer par sa capacité à forcer les frappeurs adverses à cogner des roulants, et non des balles au champ extérieur, et complète ses 11 sorties et 12 manches et un tiers lancées avec une moyenne de points mérités de 2,92. Âgé de 31 ans et 14 ans après ses débuts professionnels, Scott Rice atteint enfin les majeures lorsqu'il fait une première apparition comme lanceur de relève pour les Mets de New York le 1er avril 2013. À sa première sortie, il lance une manche parfaite et retire sur des prises les deux premiers des trois frappeurs des Padres de San Diego qu'il affronte.
Régulièrement utilisé par les Mets en 2013, le spécialiste gaucher lance 51 manches en 73 parties et maintient une moyenne de points mérités de 3,71 avec 4 victoires et 5 défaites. Il savoure son premier gain dans les majeures sur les Marlins de Miami le 7 avril 2013.
Il est retranché de l'équipe et cédé aux ligues mineures en 2014 après un difficile début avec les Mets. Cette saison-là, sa moyenne de points mérités s'élève à 5,93 en 13 manches et deux tiers lancées lors de 32 matchs joués pour le club new-yorkais.